# Pierre-Emmanuel Le Goff
Pour les articles homonymes, voir Le Goff.
 (février 2012).
Si vous disposez d'ouvrages ou d'articles de référence ou si vous connaissez des sites web de qualité traitant du thème abordé ici, merci de compléter l'article en donnant les références utiles à sa vérifiabilité et en les liant à la section « Notes et références ».
Pierre-Emmanuel Le Goff est un scénariste, réalisateur, producteur et distributeur français, né le 18 mars 1979 à Rennes en Ille-et-Vilaine. 

## Biographie

### Formation
Après une licence de droit à l'université de Bretagne occidentale, Pierre-Emmanuel Le Goff complète son cursus par un master en réalisation obtenu en 2002 à l'Institut international de l'image et du son dirigée à l'époque par Robert Caplain. Son film de fin d'études, # copie 0, coréalisé avec Julien Roussiaux, sera sélectionné au festival international Molodist de Kiev.

### Premières expériences
Pierre-Emmanuel Le Goff est responsable en 2002 du département vidéo de la salle de concert parisienne Glazart puis Le Divan du Monde et participe à la captation de concerts et à l'interview d'artistes. En 2003, il s'associe à Alexandre Merlet et Gilles G. Vidal du collectif D2V Productions spécialisé dans le Vjaying et l'événementiel de luxe. La même année, il fonde avec Sébastien Pascot l'association Lacrymogène et édite l'album Inéscurité : 17 sons contre la répression, une compilation de 17 titres d'artistes de la scène hip-hop et world music comme Keny Arkana, Akli-D ou Danakil.
En 2004, il coécrit le spectacle de cirque contemporain Le Phare avec Boris Gibé qui obtient la bourse de la Fondation Beaumarchais, le prix Jeune Talent Cirque et le prix de la ville de Paris. Quelques mois plus tard, il se rapproche de la fiction en travaillant en tant qu'assistant réalisateur sur plusieurs clips et films (Unissez-vous ! de Nadia El Fani, Le Nécrophile de Philippe Barassat, Da Vinci Code de Ron Howard...). Il réalise à cette époque son premier documentaire sur les coulisses de la pièce de théâtre Tout bascule d'Olivier Lejeune et de nombreux films institutionnels et clips.
Il est nommé en 2005 directeur de communication de l'IECI, société qu'il fonde avec Christophe Vallée, Yvon Crenn, Bruno Deloison et la société Transpalux de Didier Diaz. L'institut est destiné à découvrir et à former des réalisateurs de plus de 50 ans dans une volonté de transmission intergénérationnelle.

### Retour à la réalisation
En 2007, il écrit le scénario du long-métrage Le Petit Frère traitant de l'expérience de son oncle durant la guerre d'Algérie. Le scénario sera présélectionné pour le Grand Prix du meilleur scénariste 2008 et recevra le prix Équinoxe 2008[réf. nécessaire]. La même année, il réalise le documentaire La Route des phares retraçant son expérience en tant que matelot sur le trois mats Belem organisé par la Société nationale pour la protection des phares et balises.
Il poursuit en 2008 ses activités de réalisateur et dirige les négociations pour la vente des images inédites du documentaire John Rambo McCain, la grande illusion de Daniel Roussel au Journal de 20 heures de France 2 durant la campagne des présidentielles américaines.
En 2009, il fonde la société SlumberLand Factory avec Cyril Cadars, Marcos Serrano, Raphaël Barbant (collectif Ferraille) et Frédéric Felder (aka Franky Ballonet, acteur et auteur de BD, Président des Requins Marteaux et directeur artistique du Festival d'Angoulême). Il produit le film Alice au pays s’émerveille de Marie-Eve Signeyrole dans lequel joue Emir Kusturica. Il crée, pour financer le film, la toute première plateforme de financement participatif de film avec une gradation de contreparties allant jusqu'à une place sur le tournage en Serbie. La campagne de financement participatif réunira près de 70 000 euros et le film sera présenté en sélection au Festival de Locarno.
Quelques mois plus tard, l'équipe de SlumberLand Factory s'associe à la compagnie de danse contemporaine Le sixième Étage de Jeff Bizieau et Pascal Renault pour soutenir la production de leur spectacle Chaos. Cette campagne inédite de financement participatif permet la levée de 7 500 euros. La même année, il participe au tournage de Villemolle 81 de Winshluss, film tourné dans le Tarn. Il intervient en tant que consultant sur le webdocumentaire Les Yeux dans les verts de Karine Niego.
En 2010, il produit le projet www.iranianstories.org/. Ce webdocumentaire, qu'il coécrit avec Thibault Lefèvre et Louis Racine, donne la parole aux témoins et acteurs du mouvement de contestation dit Révolution verte à Téhéran. Le projet, parrainé par la prix Nobel de la Paix iranienne Shirin Ebadi, soutenu par la Fédération internationale des droits de l'homme, la Ligue iranienne des droits de l'homme, la Ligue française pour la défense des droits de l'homme et du citoyen et la Maison des Journalistes, obtient le soutien du CNC aux Formats Innovants et le prix Orange Beaumarchais nouveaux médias 2009 et est diffusé en partenariat avec Mediapart et le journal suisse Le Temps[réf. nécessaire].
En 2011, il occupe chez Commune Image Media le poste de directeur de la distribution du film Donoma de Djinn Carrenard, sélectionné dans la programmation ACID du festival de Cannes. Il élabore le Donoma Guerilla Tour, tournée de l'équipe du film dans un bus sur un parcours de près de 10 000 km autour de la France. En 2011, le film reçoit le prix Louis-Delluc du meilleur premier film.
La même année, il réalise deux courts-métrages primés dans le cadre de la série Les proverbes créée par Bénédicte Brunet, soutenu par le CNC, le Ministère de la culture, la délégation générale à la langue française, et lauréat du Prix Orange Beaumarchais Formats innovants.

### La Vingt-Cinquième Heure
En 2012, il fonde la société de production et de distribution La Vingt-Cinquième Heure avec Natacha Delmon Casanova.
En mars 2012, il réalise le court-métrage Fusco dans le cadre du défi Kino avec dans les rôles principaux Isabelle Montoya, Manuel Sinor et Anthony Cruz. En octobre, il coréalise avec François Gourdin le court-métrage Les Boss dans le cadre du 48 H film project.
En association avec Commune Image Media, il distribue via La Vingt-Cinquième Heure le film En pays cannibale d'Alexandre Villeret et élabore une stratégie de distribution basée sur l'organisation d'une tournée de ciné-concerts live.
Par ailleurs, il produit le film de l'expédition Objectif Amazone, la première descente de l'Amazone en radeau, de sa source à son embouchure, réalisée par Paul-Henri Vanthournout.
En 2013, il produit et distribue le film Nous irons vivre ailleurs de Nicolas Karolszyk, tourné entre le Sénégal et la France. Le film est notamment diffusé à l'Assemblée nationale et dans de nombreux festivals internationaux. Il est par ailleurs nommé dans la catégorie Meilleur Premier film par l'Académie des Lumières[réf. nécessaire].
Il produit et distribue en 2014 le film Les Éléphants d'Emmanuel Saada sélectionné au festival de Palm Springs ainsi que le documentaire Le Temps de quelques jours de Nicolas Gayraud. Il produit et distribue la même année le film Fièvres d'Hicham Ayouch qui recevra notamment le Grand Prix Etalon d'or au Fespaco 2015[réf. nécessaire].
En 2015, il produit le long-métrage Lac noir de Jean-Baptiste Germain et le documentaire IMAX Gravité Zéro réalisé par Jurgen Hansen, journal de bord des spationautes Alexander Gerst et Reid Wiseman durant leur mission de 6 mois dans la station spatiale Internationale.
Il coproduit et coréalise en 2016 avec Jurgen Hansen le film Thomas Pesquet, l'étoffe d'un héros documentaire sur la préparation de l'astronaute français Thomas Pesquet et de ses équipiers Peggy Whitson et Oleg Novitski dans les centres d'entraînement des agences spatiales de l'ESA, de la NASA et du Roscosmos.
En 2017, il coréalise et coproduit Thomas Pesquet, l'envoyé spatial pour l'émission Envoyé Spécial et 16 levers de soleil (partie 1) documentaire pour les planétariums sur la mission de Thomas Pesquet.
Il crée en 2018 la société de distribution et d'édition DVD et VOD La Vingt-Cinquième Heure Distribution afin de scinder les activités de ses structures. La même année, il coréalise et coproduit Dans la peau de Thomas Pesquet, documentaire en réalité virtuelle en deux parties retraçant l'aventure de Thomas Pesquet lors de sa mission spatiale. Il réalise une déclinaison de 5 min de l'expérience intitulée CosmoRider conçue pour siège dynamique. Il réalise la même année le documentaire IMAX Dans les yeux de Thomas Pesquet. Toujous la même année, il réalise et produit le long-métrage 16 levers de soleil retraçant la mission spatiale de Thomas Pesquet sous un angle intimiste inédit. Le film sera présenté en ouverture du Doc Day au Festival de Cannes 2018.
En 2019, il produit et coréalise avec Fabien Lemaire, le documentaire Entre deux mondes, sur l'ermite québécois Sylvain Paquin, produit avec France 2 le court-métrage Trop de la balle de Touria Benzari et en 2020, produit avec le soutien de Mediapart, la bande-défilée interactive Mano Solo, vive la révolution de Nicolas Rouilleault.
Il produit et distribue en 2020 le documentaire Les Grands Voisins, la cité rêvée de Bastien Simon.

## Filmographie

### En tant que réalisateur
- 2002 : Une image juste, documentaire, 26 min (en coréalisation avec M-E Signeyrole)
- 2003 : # COPIE 0, fiction, 28 min (en coréalisation avec J. Roussiaux)
- 2004 : Tout bascule côté coulisses, documentaire, 52 min
- 2010 : Iranian Stories, webdocumentaire (coauteurs T. Lefèvre et L. Racine)
- 2011 : À cœur vaillant, fiction, 2 min
- 2011 : Hibaku, fiction, 2 min
- 2012 : Proverbe princier, fiction, 2 min
- 2012 : Fusco, fiction, 15 min
- 2016 : Thomas Pesquet, l'étoffe d'un héros, 72 min (en coréalisation avec Jurgen Hansen)
- 2017 : Thomas Pesquet, l'envoyé spatial, 60 min
- 2018 : Dans la peau de Thomas Pesquet, série de deux courts-métrages de 15 minutes en réalité virtuelle
- 2018 : Dans les yeux de Thomas Pesquet, film IMAX 27 min
- 2018 : 16 levers de soleil, 118 min long-métrage documentaire (Marché du film Doc Day / Festival de Cannes 2018 - film de clôture, Festival du film Francophone d'Angoulême 2018, séance spéciale)
- 2019 : Entre deux mondes, documentaire TV (en coréalisation avec Fabien Lemaire)
- 2020 : 16 levers de soleil, format planétarium (partie 2)
- 2022 : 16 levers de soleil, format cinéconcert (90min) avec le quartet de Guillaume Perret

### En tant que producteur

#### Courts métrages
- 2011 : A cœur vaillant, court-métrage
- 2011 : Hibaku, court-métrage
- 2012 : Proverbe princier, court-métrage
- 2012 : Fusco (court-métrage) : sélection au festival Les Pépites du cinéma 2012
- 2009 : # COPIE 0, coréalisé avec Julien Roussiaux, fiction, 28 min, SlumberLand Factory - sélection festival Molodist de Kiev
- 2009 : Alice au pays s'émerveille, réalisé par Marie-Eve Signeyrole, fiction, 28 min, SlumberLand Factory - sélection festival de Locarno - Léopard de demain 2009 / sélection festival du film de Cracovie
- 2019 : Trop de la balle de Touria Benzari, fiction, 25 min, court-métrage en coproduction avec France 2

#### Autres
- 2010 : Iranian Stories, plateforme / webdocumentaire (coauteurs T. Lefevre et L. Racine), SlumberLand Factory en coproduction avec Mediapart
- 2015 : Gravité zéro IMAX, 40 min, réalisé par Jurgen Hansen, La Vingt-Cinquième Heure en coproduction avec Prospect TV
- 2017 : Thomas Pesquet, 16 levers de soleil (partie 1), 30 min, documentaire pour les planétariums, La Vingt-Cinquième Heure en association avec Prospect TV
- 2018 : Dans les yeux de Thomas Pesquet, 27 min, documentaire pour les écrans géants, La Vingt-Cinquième Heure en coproduction avec le Futuroscope
- 2018 : Dans la peau de Thomas Pesquet, film VR de 2 x 15 min, en coproduction avec France Télévision Nouvelles Ecritures et le soutien de HP
- 2020 : Thomas Pesquet , 16 levers de soleil (partie 2), de P-E Le Goff et Jurgen Hansen, 30 min, documentaire pour les planétariums
- 2020 : Mano Solo, vive la révolution de Nicolas Rouilleault, bande-dessinée interactive
- 2020 : Kinshasa Now de Marc-Henri Waljnberg, documentaire interactif en réalité virtuelle
- 2021 : Attack of the living trash, de Mathieu Liénard et Jean Pébereau, fiction unitaire en coproduction avec France.tv
- 2025 : Le Haut feu, documentaire VR d'Alexandre Regeffe

#### Documentaires télévisés
- 2013 : Objectif Amazone, documentaire 52 min réalisé par Paul-Henri Vanthournout, La Vingt-Cinquième Heure
- 2015 : Gravité zéro, réalisé par Jurgen Hansen, La Vingt-Cinquième Heure en coproduction avec Prospect TV, ZDF en coopération avec Arte et RMC Découverte
- 2017 : Thomas Pesquet, l'envoyé spatial, 60 min, La Vingt-Cinquième Heure en coproduction avec Prospect TV, France 2 et Ushuaïa TV
- 2019 : Entre deux mondes, documentaire 52min, La Vingt-Cinquième Heure en coproduction avec Ushuaïa TV (en coréalisation avec Fabien Lemaire)
- 2022 : Inertie de Nicolas Gayraud, documentaire TV en coproduction avec France 3

#### Longs métrages
- 2013 : Nous irons vivre ailleurs, long-métrage de Nicolas Karolszyk, La Vingt-Cinquième Heure en association avec Auberlywood, sélectionné au festival Les Pépites du cinéma, au festival Cinéma et migrations d'Agadir, au Festival du film de Lampedusa, nomination Meilleur Premier Film Académie des Lumières
- 2014 : Les Éléphants, long-métrage d'Emmanuel Saada, La Vingt-Cinquième Heure en association avec Fish and Films, sélectionné au festival International de Palm Springs
- 2014 : Le Temps de quelques jours, long-métrage documentaire de Nicolas Gayraud, La Vingt-Cinquième Heure
- 2014 : Fièvres, long-métrage d'Hicham Ayouch, La Vingt-Cinquième Heure - sélections : festival Les Pépites du cinéma, festival de Marrakech (double prix d'interprétation pour Slimane Dazi et Didier Michon), festival de Brasilia, festival de la ville de Québec, festival du film d'Alexandrie (Prix du scénario pour Hicham Ayouch et Prix du meilleur acteur pour Didier Michon)
- 2016 : Gravité zéro IMAX, réalisé par Jurgen Hansen, La Vingt-Cinquième Heure en coproduction avec Prospect TV[1]
- 2016 : Lac noir, long-métrage de Jean-Baptiste Germain, La Vingt-Cinquième Heure et Bootstrap Label
- 2016 : Thomas Pesquet, l'étoffe d'un héros, 72 min (en coréalisation avec Jurgen Hansen), La Vingt-Cinquième Heure, Prospect TV, en coproduction avec Planète +
- 2018 : 16 Levers de soleil de P-E Le Goff, 118 min long-métrage documentaire
- 2020 : Les Grands voisins, la cité rêvée de Bastien Simon, long-métrage documentaire
- 2021 : La Métaphysique du berger de Michaël Bernardat, long-métrage documentaire
- 2024 : Les enfants du déluge de Florian Bardet, long-métrage de fiction
- 2024: Sinjar, naissance des fantômes, d'Alexe Liebert et Michel Slomka, long-métrage documentaire
- 2024 : Le dernier soin de Nicolas Gayraud, long-métrage documentaire

### En tant que distributeur
- 2011 : Donoma, fiction long-métrage de Djinn Carrénard, fiction, 127 min
- 2012 : En pays cannibale, fiction long-métrage de Alexandre Villeret, 84 min
- 2013 : Nous irons vivre ailleurs, fiction long-métrage de Nicolas Karolszyk, 72 min
- 2014 : Les éléphants, fiction long-métrage de Emmanuel Saada, 88 min
- 2014 : Le temps de quelques jours, long-métrage documentaire de Nicolas Gayraud, 77 min
- 2014 : Fièvres, fiction long-métrage de Hicham Ayouch, 90 min
- 2016 : 600 euros, fiction long-métrage de Adnane Tragha, 87 min
- 2016 : Cosmodrama, fiction long-métrage de Philippe Fernandez, 112 min
- 2017 : Lac Noir, fiction long-métrage de Jean-Baptiste Germain, 64 min
- 2017 : Le Régicide, fiction moyen-métrage de Jean-Baptiste Germain, 38 min
- 2018 : Voyoucratie, fiction long-métrage de FGKO, 84 min
- 2018 : 16 Levers de Soleil, long-métrage documentaire de P-E Le Goff, 118 min
- 2019 : Thomas Pesquet, l'étoffe d'un héros, long-métrage documentaire de P-E Le Goff et Jurgen Hansen, 72 min
- 2020 : Les Grands voisins, la cité rêvée, long-métrage documentaire de Bastien Simon, 90 min
- 2020 : Mon nom est clitoris de Daphné Leblond et Lisa Billuart Monet
- 2021 : Paris-Stalingrad de Hind Meddeb et Thim Naccache
- 2021 : La Métaphysique du berger de Michaël Bernardat
- 2021 : Ecoliers de Bruno Romy
- 2021 : Tilo Koto de Sophie Bachelier et Valérie Malek
- 2022 : Sans frapper de Alexe Poukine
- 2022 : Dans les yeux de Thomas Pesquet et autres aventures spatiales de Jurgen Hansen et P-E Le Goff
- 2022 : Ruptures de Arthur Gosset
- 2022 : Soutien de famille de Maxime Berthou et Mark Pozlep
- 2022 : L'énergie positive des dieux de Laetitia Moller
- 2022 : Aya de Simon Coulibaly Gillard
- 2023 : Le chant des vivants de Cécile Allegra
- 2023 : Amel et les fauves de Mehdi Hmili
- 2023 : 99 Moons de Jan Gassman
- 2023 : How to save a dead friend de Marusya Syroechkovkaya

- 2023 : Les fantômes d'Istanbul de Azra Deniz Okyay
- 2023 : Une femme sur le toit de Anna Jadowska
- 2023 : Ruptures d'Arthur Gosset
- 2023 : Rien ni personne de Gallien Guibert
- 2024 : Foudre de Carmen Jaquier
- 2024 : L'enfant du paradis de Salim Kechiouche
- 2024 : Sinjar, naissance des fantômes de Alexe Liebert et Michel Slomka
- 2024 : Anaïs, deux chapitres de Marion Gervais
- 2025 : La chute du ciel de Eryk Rocha et Gabriela Da Cuna

## Distinctions
- Chevalier de l'ordre national du mérite sur proposition de la Ministre de la Culture Roselyne Bachelot et de la Présidence du CNC
- lauréat du prix innovation Culture et Management dans la catégorie Cinéma-Audiovisuel pour la plateforme 25eheure.com
- 16 Levers de soleil, présentation en clôture du Doc Day au Festival de Cannes 2018, séance spéciale au Festival du film francophone D'Angoulême
- Dans les yeux de Thomas Pesquet : Prix d'Honneur du jury du Festival des étoiles et des ailes de Toulouse
- Dans la peau de Thomas Pesquet : Prix Coup de coeur du Jury au 360° Film Festival 2018
- Thomas Pesquet, l'étoffe d'un héros, sélection au festival International du film de Rotterdam 2018
- Thomas Pesquet, l'envoyé spatial, Prix du public Festival du film Documenterre de Montignac 2017
- Le chant des dunes (court-métrage en développement) : sélection rencontre réalisateurs/producteurs maison des scénaristes Cannes 2013
- Fusco (court-métrage) : sélection au festival Les Pépites du cinéma 2012
- Proverbe princier (court-métrage) : Lauréat saison 4 du concours Les PROverbes
- Hibaku (court-métrage) : Prix coup de cœur de la saison 3 du concours Les PROverbes
- A cœur vaillant (court-métrage) : Grand prix Saison 2 du concours Les PROverbes, sélection festival du film court de Grignan et Festival Traversées d'Art à Saint-Ouen. 2e Prix du jury concours Rue du cinéma organisé par le Forum des images
- Le Phare (spectacle de cirque contemporain ) : prix Jeune Talent Cirque 2004, prix de la ville de Paris 2004, Lauréat Bourse Beaumarchais 2004
- Le Petit Frère (scénario de long-métrage) : prix Équinoxe 2008 / présélection Prix SOPADIN du meilleur scénario 2008
- Iranian Stories (webdocumentaire) : Lauréat Bourse Orange Beaumarchais Formats innovants 2010, finaliste Prix du webdocumentaire France 24
- # COPIE 0 (court-métrage) : sélection festival international Molodist de Kiev